# Cái chết và quốc tang Winston Churchill

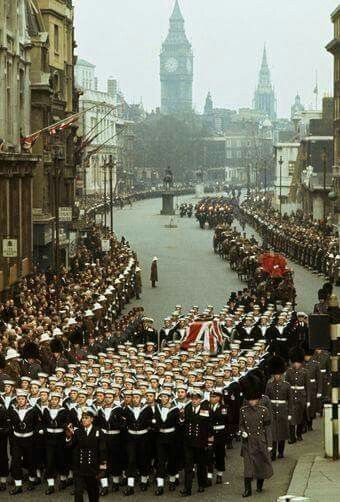
Đám tang tại London, năm 1965

Thủ tướng Anh, Sir Winston Churchill qua đời vào ngày 24 tháng 1 năm 1965, ở tuổi 90. Đám tang của ông là đám tang cấp quốc gia đầu tiên dành cho một thành viên không phải là hoàng gia Anh kể từ đám tang của Edward Carson vào năm 1935. Tính đến năm 2020, đây là đám tang cấp quốc gia gần đây nhất ở Vương quốc Anh. Lễ tang chính thức kéo dài trong bốn ngày. Kế hoạch cho tang lễ của ông được lên kế hoạch từ tận 12 năm trước khi Churchil qua đời. Nó được khởi xướng sau cơn đột quỵ của Churchill năm 1953 khi ông đang trong nhiệm kỳ hai nắm giữ cương vị Thủ tướng Anh. Sau nhiều lần sửa đổi, kế hoạch chính thức được ban hành vào ngày 26 tháng 1 năm 1965, hai ngày sau khi ông qua đời.
Theo sắc lệnh của Nữ hoàng Elizabeth II, thi hài ông quàn tại Cung điện Westminster trong ba ngày, bắt đầu từ ngày 26 tháng 1. Vào ngày 30 tháng 1, tang lễ chính thức được tổ chức tại Nhà thờ St Paul. Từ nhà thờ, thi thể được vận chuyển bằng thuyền dọc theo sông Thames đến ga Waterloo, kèm theo lời chào của quân đội. Vào buổi chiều, Churchill được chôn cất tại Nhà thờ St Martin ở Bladon, nơi an nghỉ của tổ tiên và anh trai ông. Tang lễ có sự tham dự của đại diện 120 quốc gia, gồm 6.000 người, bao gồm Nữ hoàng Elizabeth, hơn 1.000 nhân viên cảnh sát và an ninh, chín ban nhạc quân đội, 18 tiểu đoàn quân đội, 16 máy bay chiến đấu Electric Lightning của Không quân Hoàng gia Anh, một chiếc thuyền đặc biệt MV Havengore và một chuyến tàu hỏa được đặt theo tên ông. Có 321.360 đã đến chứng kiến buổi lễ và hơn 350 triệu người xem trực tiếp qua các phương tiện truyền thông, biến đám tang này thành Lễ Quốc tang lớn nhất trong lịch sử Anh Quốc.

## Bối cảnh và kế hoạch tang lễ
Được bình chọn là người Anh vĩ đại nhất trong một cuộc thăm dò của BBC năm 2002, Nhân dân Anh nhớ đến Ngài Winston Churchill khi ông còn lãnh đạo đất nước (cùng quân Đồng minh) giành chiến thắng với tư cách là Thủ tướng của Vương quốc Anh trong Thế chiến thứ hai. Vào tháng 6 năm 1953, trong nhiệm kỳ thứ hai của mình, ông gặp phải một cơn đột quỵ nghiêm trọng tại bữa tiệc tối ở phố Downing. Churchill ngã gục và bị liệt một phần cơ thể. Gia đình vị Thủ tướng đã giữ kín bí mật này. Trong số ít người được thông báo, có Nữ hoàng Elizabeth II, người mới lên nhậm chức chỉ một năm. Bà đã chỉ thị cho Bernard Fitzalan-Howard, Công tước xứ Norfolk, với tư cách là Nguyên soái, người chuyên phụ trách cử hành tang lễ của nhà nước, chuẩn bị trong trường hợp xấu nhất, để cái chết của ông "xứng với vị trí và tầm vóc của ông trong lịch sử". Một kế hoạch tỉ mỉ và bí mật mang tên Kế hoạch Hope Not ra đời. Mặc dù vậy, Churchill vẫn sống trong 12 năm tiếp theo. Trong thời gian đó, kế hoạch liên tục được sửa đổi. Các tài liệu cuối cùng có tiêu đề State Funeral of the Late Sir Winston Leonard Spencer Churchill, K.G., O.M., C.H được ban hành vào ngày 26 tháng 1 năm 1965, hai ngày sau cái chết của Churchill. Những tài liệu này chỉ đạo toàn bộ quá trình tang lễ, từ những chi tiết lớn đến những chi tiết nhỏ nhất.

## Qua đời
Churchill qua đời vào sáng chủ nhật ngày 24 tháng 1 năm 1965 tại nhà riêng của ông ở số 28, đường Hyde Park Gate, London. Bác sĩ của ông, Baron Moran, tuyên bố về cái chết vào lúc 8 giờ 35 phút sáng. Kể từ năm 1949, Churchill trải qua tám cơn đột quỵ. Đến lần cuối cùng, ngày 15 tháng 1 năm 1965, ông rơi vào trạng thái hôn mê. Trước lúc lâm chung, Churchill dành những lời trăn trối cuối cùng cho con rể Christopher Soames: "Bố mệt mỏi với mọi thứ". BBC tuyên bố Churchill qua đời vào lúc 9 giờ sáng. Biết tin, Nữ hoàng ngay lập tức gửi thư chia buồn tới Phu nhân Churchill. Trong thư, bà xúc động:
Thế giới trở nên đáng thương hơn bởi sự mất mát của những con người tài từ nhiều phía, trong khi sự sống còn của đất nước này và các quốc gia chị em của Khối thịnh vượng chung, trước nguy cơ lớn nhất từng đe dọa họ, sẽ là một kỷ niệm bất diệt cho người lãnh đạo tài ba, với tầm nhìn và lòng can đảm bất khuất.

Một ngày sau cái chết của Churchill, Hạ viện Anh đã vinh danh ông.

## Lễ tang

### Lễ tang
Lễ tang bắt đầu vào ngày 26 tháng 1 năm 1965. Lúc 8 giờ 30 phút, cảnh sát và nhân viên an ninh đã đảm nhận vị trí của họ trong những gì tờ Daily Telegraph báo cáo là "hoạt động an ninh rộng lớn nhất của loại hình này từng được thực hiện ở Anh." Lúc 9 giờ 15 phút, thi thể của Churchill được chuyển từ nhà riêng đến Hội trường Westminster và quàn tại đó. Quan tài ông được Nam tước Cobbold, Ngài Chamberlain cùng các thành viên gia đình khuân vác. Thi thể ông đặt trong một nhà táng cạnh Phu nhân Churchill và Bá tước Marshall. Vào lúc 9 giờ tối, ca trực đầu tiên bắt đầu trong hội trường do đội vệ binh Grenadier và Coldstream đảm nhiệm. Trong những ngày tiếp theo, Hải quân Hoàng gia và năm trung đoàn lính gác cũng thay phiên nhau.
Hội trường Westminster mở cửa 23 giờ mỗi ngày từ 26 đến 29 tháng 1 và dành riêng một giờ để làm công tác vệ sinh. Hàng đợi vào viếng Churchill kéo dài tới hơn một dặm. Có 321.360 người đã đến để bày tỏ sự tiếc tương và kính trọng dành cho người anh hùng trận mạc.

### Chương trình tang lễ
Buổi lễ chính thức bắt đầu vào ngày 30 tháng 1, mở đầu bằng nghi thức rung chuông ở tòa tháp Big Ben lúc 9 giờ 45 phút. Đồng hồ sau đó tắt tiếng trong suốt cả ngày. Chín mươi phát súng thần công đã được bắn vào Công viên Hyde để đánh dấu chín mươi năm cuộc đời của Churchill. Cỗ quan tài nằm trang trọng trên một khẩu đại bác, phủ cờ Liên hiệp Anh. Ở trên cùng là phù hiệu của Order of the Garter nằm trên lớp nệm đen. Quan tài được một nhóm gồm tám lính canh từ Tiểu đoàn lính gác số 2 khuân đi khỏi hội trường. Lễ rước linh cữu bắt đầu bằng một hồi trống của Hải quân Hoàng gia và sau đó được dẫn dắt bởi Không quân Hoàng gia và lính gác. Theo sau khẩu đại bác là Phu nhân Churchill trên chiếc xe ngựa cùng Nữ hoàng. Con trai Churchill là Randolph Churchill đi bộ, phía sau là các thành viên gia đình và thư ký riêng của Churchill. Cỗ quan tài lăn bánh qua Whitehall, Quảng trường Trafalgar, The Strand, Đường Fleet rồi lên Đồi Ludgate. Một ban nhạc diễu hành gồm có ba sĩ quan và 96 binh sĩ của Tiểu đoàn 2 Scots Guards. Biểu ngữ của các phong trào kháng chiến Đan Mạch đã được hạ thấp tại Đài kỉ niệm. Tổng cộng 2.500 binh sĩ và thường dân đã tham gia vào đám rước, trong khi phân nửa những binh lính xếp hàng trên đường phố. Bốn nhân vật cao cấp của lực lượng Queen's Royal Irish Hussars được giao nhiệm vụ mang huy chương, phù hiệu và vật trang trí của Churchill.
Sau một giờ, dịch vụ được tổ chức tại Nhà thờ St Paul. 3.500 người tham dự, bao gồm Nữ hoàng, người thường không tham dự đám tang của thường dân. Có 12 người hộ tang trong nhà thờ, bao gồm Louis Mountbatten, Earl Mountbatten của Miến Điện, Thủ tướng Úc Robert Menzies, và cựu Thủ tướng Anh Clement Attlee, Anthony Eden và Harold Macmillan. Đó là tập hợp lớn nhất của các nhà lãnh đạo trong lịch sử cho đến tang lễ năm 2005 Giáo hoàng John Paul II, với các quan chức từ hơn 112 quốc gia tham dự. Khách mời bao gồm Tổng thống Pháp Charles de Gaulle, Thủ tướng Canada Lester B. Pearson, Thủ tướng của Rhodesia Ian Smith, cựu Tổng thống Hoa Kỳ Dwight D. Eisenhower, và nhiều nguyên thủ quốc gia và chính phủ khác trong quá khứ và hiện tại, và các thành viên của nhiều gia đình hoàng gia. Ngài Robert Menzies, khi đó là Thủ tướng Khối thịnh vượng chung lâu nhất, người quen biết Churchill trong thời chiến, đã tỏ lòng kính trọng với đồng nghiệp của mình như một phần của chương trình tang lễ, cũng như Tổng thống Eisenhower. Những bài thánh ca yêu thích của Churchill đã được hát, bao gồm cả "The Battle Hymn of the Republic".
Trong lễ tạ ơn, Menzies đọc một bài điếu văn:
Trong toàn bộ lịch sử của cuộc Chiến tranh thế giới thứ hai, tôi tin rằng, vào một dịp khi một người, với trí tưởng tượng cao vút, ngọn lửa bùng cháy và khả năng vô song để truyền nó cho người khác, đã gặt hái được một chiến thắng quan trọng không chỉ cho các Lực lượng (vì có nhiều anh hùng trong những ngày đó) mà còn cho tinh thần tự do của con người. Và vì vậy, vào ngày này, chúng tôi cảm ơn ông, và cảm ơn Chúa vì đã sinh ra ông."

### An táng

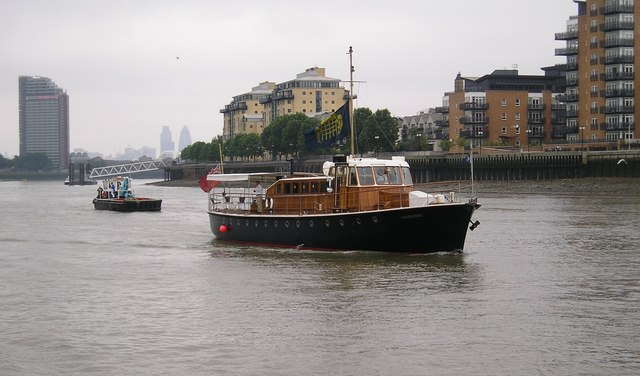
MV Havengore - con tàu đưa linh cữu Churchill từ Bến tàu Tower đến ga Waterloo

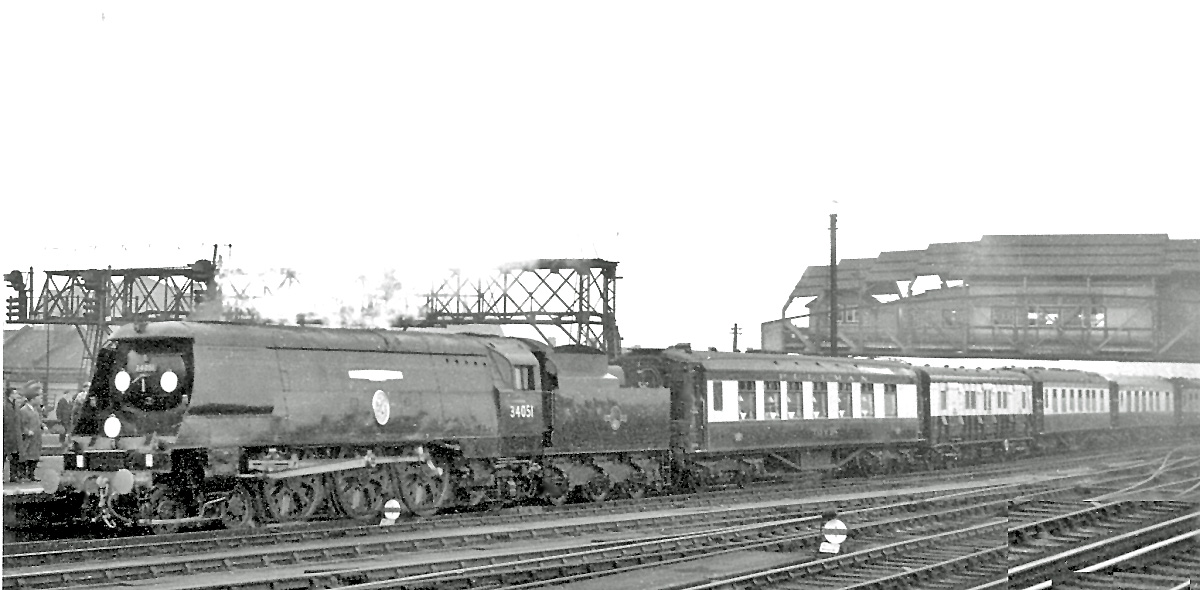
Chuyến tàu mang thi thể Winston Churchill băng qua Ga Clapham

Sau tang lễ tại nhà thờ, linh cữu của Churchill được đưa đến Tháp Luân Đôn. Nhóm khuân vác đi cùng với đội kèn 60 người. Pháo binh Hoàng gia đã bắn 21 phát đại bác, thừa nhận vị trí của Churchill (với tư cách là người đứng đầu chính phủ và Người cai quản phía bắc của Cảng Cinque). Đoàn rước di chuyển đến Bến tàu Festival, nơi quan tài được đưa lên tàu MV Havengore. Khi quan tài của ông đi qua sông Thames, hơn 36 người cập bến đã hạ cần cẩu của họ cùng tiếng chào khi tàu đi qua. Đây là một điều không ngờ đến. Mười sáu máy bay chiến đấu Electric Lightning của Không quân Hoàng gia Anh cũng bay phía trên theo đội hình khi chiếc thuyền ra khơi.
Từ Ga Waterloo, quan tài được chuyên chở bằng một chuyến tàu được chuẩn bị đặc biệt, đầu máy của nó được đặt tên là Winston Churchill, đến điểm đến cuối cùng ở Oxfordshire. Xe tang số S2464S được dành riêng cho chuyến tàu tang lễ này. Trên các cánh đồng dọc theo tuyến đường, và tại các ga mà tàu đi qua, hàng ngàn người đứng trong im lặng để bày tỏ sự kính trọng cuối cùng của họ. Churchill được đưa về Nhà thờ St Martin trong vòng tay gia đình và an táng tại một ngôi mộ gần cha mẹ và anh trai.

## Lãnh đạo tham dự
Tang lễ của Churchill ghi nhận số lượng tham dự lớn nhất của các nhà lãnh đạo thế giới tại thời điểm đó, bao gồm đại diện của 112 quốc gia và nhiều tổ chức tham dự, bao gồm 4 vị vua, 2 nữ hoàng, 40 nhà lãnh đạo thế giới và 10 cựu lãnh đạo. Người vắng mặt đáng chú ý duy nhất là Lyndon B. Johnson, Tổng thống Hoa Kỳ, lúc bấy giờ đang dưỡng bệnh. Đại diện chính thức của Hoa Kỳ là Earl Warren, Chánh án Hoa Kỳ. Trung Quốc là quốc gia duy nhất không cử đại diện đến dự đám tang.
- U Thant, Tổng thư ký Liên Hợp Quốc
- Jean Rey, Chủ tịch Ủy ban Châu Âu
- Elizabeth II, Nữ hoàng Anh + Thủ tướng Harold Wilson
- Charles de Gaulle, Tổng thống Pháp
- Kishi Nobusuke, cựu Thủ tướng Nhật Bản

## Di sản
Khi Phu nhân Churchill chuẩn bị về ngủ, bà kể với con gái Mary rằng: "Đó không phải là một đám tang, Mary - đó là một chiến thắng lớn."
Tiểu đoàn Digest Lính gác Scotland báo cáo rằng: "Không nghi ngờ gì nữa, Lễ Quốc tang ngày 30 tháng 1 là cuộc diễu hành cảm động nhất mà phần lớn tiểu đoàn đã từng tham gia hoặc quan sát. Với thời gian hoàn hảo, diễn tập chi tiết và phẩm giá cao hơn tất cả đã kết hợp lại để biến nó thành một dịp đáng tự hào và tuyệt vời." 
Trong vòng một tuần, hơn 100.000 người đã đến viếng mộ ông. Vào năm 1998, bia mộ của Churchill đã phải được tu bổ do số lượng lớn du khách trong những năm qua đã làm xói mòn nó và khu vực xung quanh. Một tấm bia mới được dựng lên vào năm 1998 trong một buổi lễ có sự tham gia của các thành viên của gia đình Spencer-Churchill.
Bởi vì đám tang diễn ra vào ngày 30 tháng 1, cũng là ngày kỷ niệm ngày sinh của Franklin D. Roosevelt, người dân ở Hoa Kỳ đã đánh dấu nó bằng cách tỏ lòng tôn kính tình bạn của Churchill với Roosevelt. Những người tham dự một dịch vụ tại mộ của Roosevelt gần nhà của ông ở Hyde Park, New York, đã nghe các diễn giả kể về sự trùng hợp trong ngày tháng của hai nhà lãnh đạo vĩ đại đã chia nhau vận mệnh lịch sử.

## Di chúc
Vào ngày 9 tháng 2, tại Luân Đôn, bản sao chứng thực di chúc đã được trao cho vợ Churchill, con gái Mary Soames và John Rupert Colville, với mức định giá cho di chúc là 304.044 bảng Anh, tương đương £7.435.809 năm 2023.